# Augstmatthorn
Das Augstmatthorn ist ein 2136 m ü. M. hoher Gipfel in den Emmentaler Alpen, einer Untergruppe der Berner Voralpen. Es erhebt sich im zentralen Teil des ca. 25 km langen Brienzergrates, der sich vom Harder Kulm bei Interlaken über Augstmatthorn und Brienzer Rothorn bis zum Brünigpass erstreckt. Das Augstmatthorn selber ist ein im Profil (von Norden bzw. Süden gesehen) vergleichsweise wenig erhabener Gratgipfel, dem ca. 1 km südwestlich ein 2085 m ü. M. hoher, schroff aus dem Grat ansteigender und dadurch recht markanter Nebengipfel, der Suggiture, vorgelagert ist. Das Augstmatthorn und sein Nachbargipfel Suggiture liegen sowohl in einem Bundeswildschutzgebiet als auch in einem geschützten Moorgebiet. In diesen Gebieten sind Camping und Drohnenfliegen gesetzlich verboten.
Das Augstmatthorn fällt in das Jagdbanngebiet des Ortes Oberried am Brienzersee.

## Lage und Umgebung

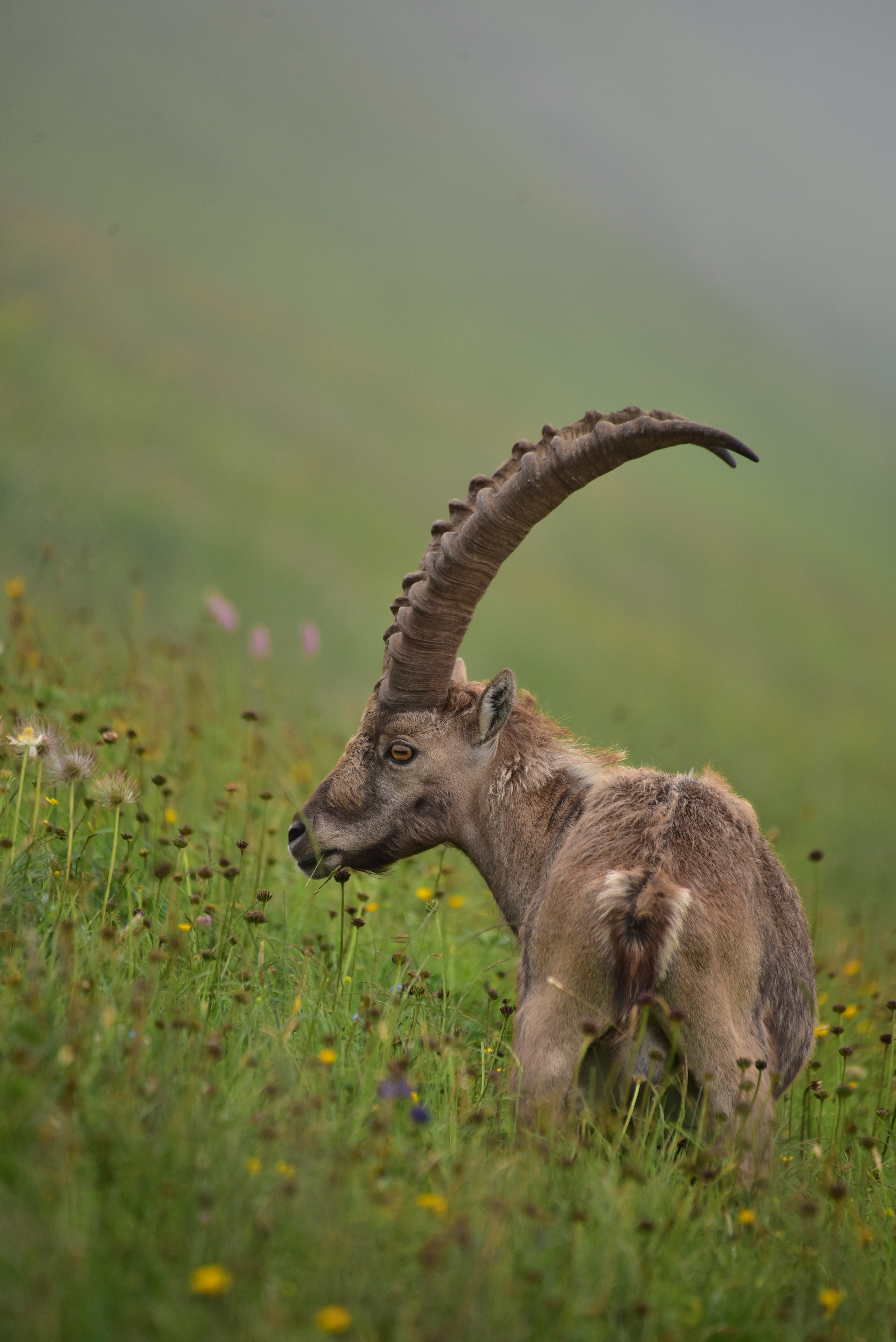
Herden von männlichen Steinböcken sind am Augstmatthorn besonders oft anzutreffen.

Das Augstmatthorn ist der Hausberg des Bergdorfes Habkern auf der Nordseite und erhebt sich über den Dörfern Oberried und Niederried am Ufer des Brienzersee im Süden. Vom Gipfel des Augstmatthorn aus hat man einen guten Blick nach Süden auf Eiger, Mönch und Jungfrau sowie den 1573 m tiefer liegenden Brienzersee. Im Norden sind das Dorf Habkern sowie der Hohgant zu sehen. Im Winter ist in Habkern eine Skipiste mit Schlepplift in Betrieb. Auf der Lombachalp gibt es eine Langlaufloipe in Richtung Hohgant.
Anfang Juni 2013 ging von der Nordwestflanke des Suggiture ein grösserer Murgang ab, der neben Schäden an Brücken einige der Zuwegungen zum Gratwanderweg von Habkern aus unpassierbar machte.

## Fauna
Auf dem Augstmatthorn wurde zu Beginn des 20. Jahrhunderts die erste Steinbock-Kolonie im Kanton Bern angesiedelt. Die Wiederansiedlung wurde vom Alpenwildpark Interlaken-Harder koordiniert, der 1913 wieder erste Steinböcke hatte. Die Wiederansiedlung war derart erfolgreich, dass vom Augstmatthorn Tiere wieder eingefangen wurden, um neue Kolonien zu gründen, wie etwa am Niederhorn.
Die Steinböcke können bei einer Wanderung auf das Augstmatthorn meistens beobachtet werden. 
Neben Steinböcken leben auch Steinadler, Gämsen, Rotfüchse, Birkhühner, Schneehühner und Luchse im Gebiet.

## Routen
Um das Augstmatthorn zu begehen, kann auf der Lombachalp gegen eine Gebühr parkiert werden. Es kann aber auch von Brienz oder dem Harder Kulm begangen werden.
Rundwanderung Lägerstutz–Augstmatthorn–Suggiture–Querweg–Lägerstutz
Diese Wanderung ist auch im Winter mit Tourenski möglich.
- Zeitaufwand: 3,5–4 Stunden
- Höhendifferenz: 600 m
- Ausgangspunkt: Habkern, Lombachalp

Harder–Horet–Suggiture–Augstmatthorn–Schwendallmi–Habkern
Kammwanderung mit traumhaftem Fernblick
- Zeitaufwand: 6 Stunden
- Höhendifferenz: Aufstieg 850 m, Abstieg 1100 m
- Ausgangspunkt: Harder Kulm

Alle Wanderwege auf dem Brienzer Grat sind als Bergwanderwege signalisiert (weiss-rot-weisse Markierungen, T2-T3, wobei der Weg durchweg gut erkennbar ist) und erfordern Trittsicherheit, insbesondere der Westanstieg auf den Suggiture und der weitere Weg zum Hauptgipfel. In dem Bereich sind einige besonders steile Stellen mit Stahlseilen versichert, was jedoch nicht für den z. T. recht ausgesetzten Grat selbst gilt.

## Galerie

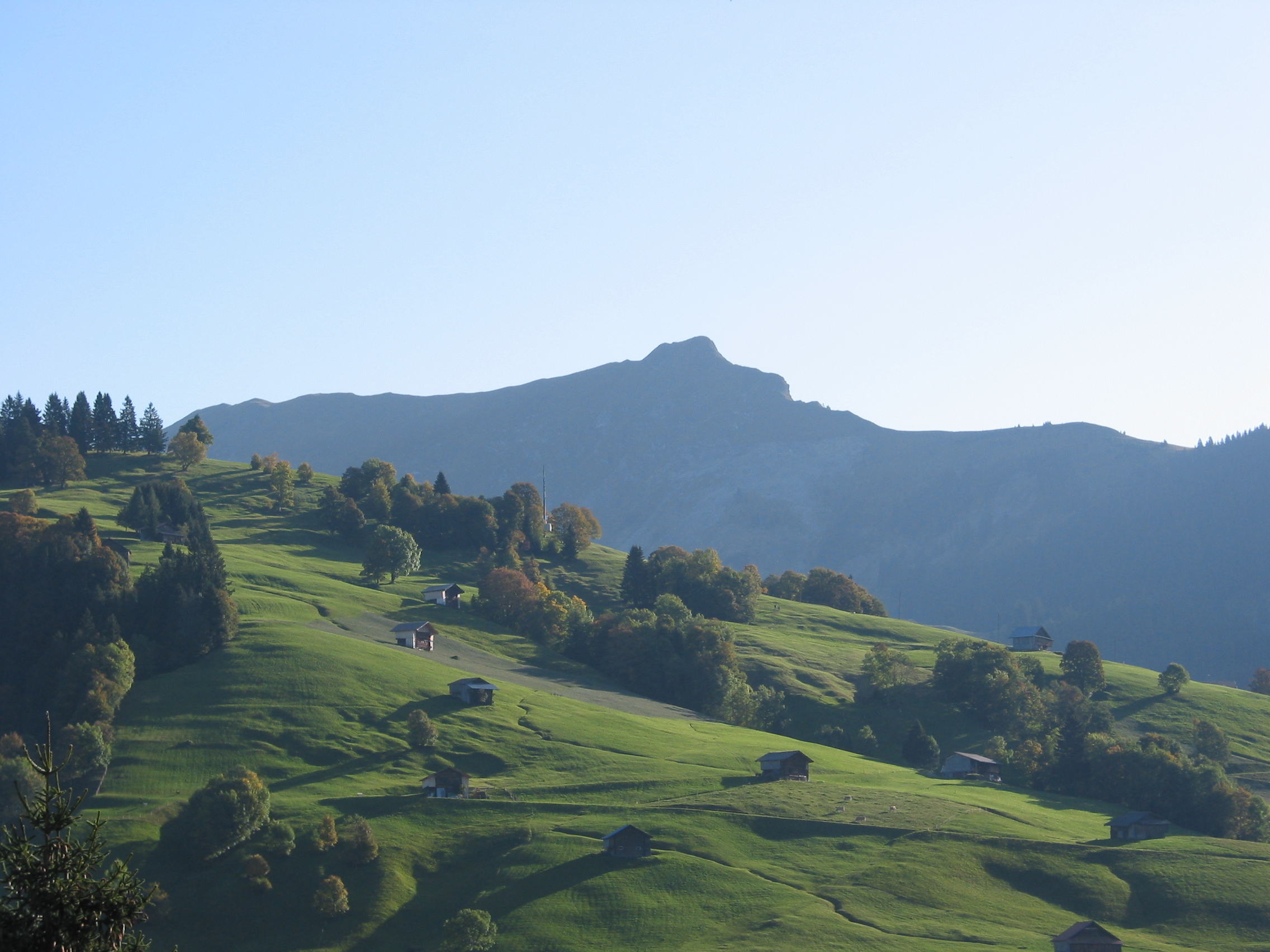
Augstmatthorn / Suggiture im Oktober
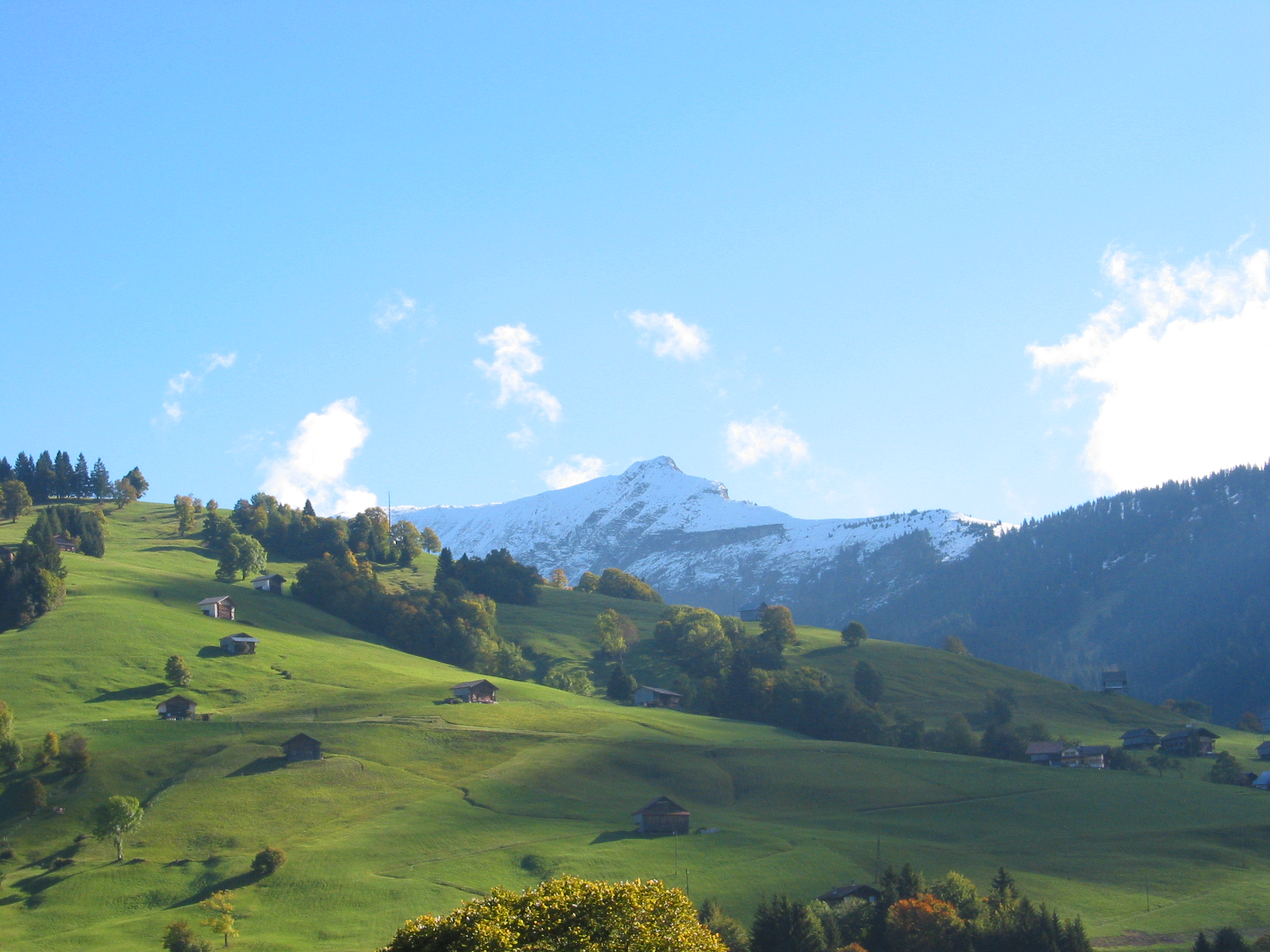
Augstmatthorn / Suggiture mit Schnee
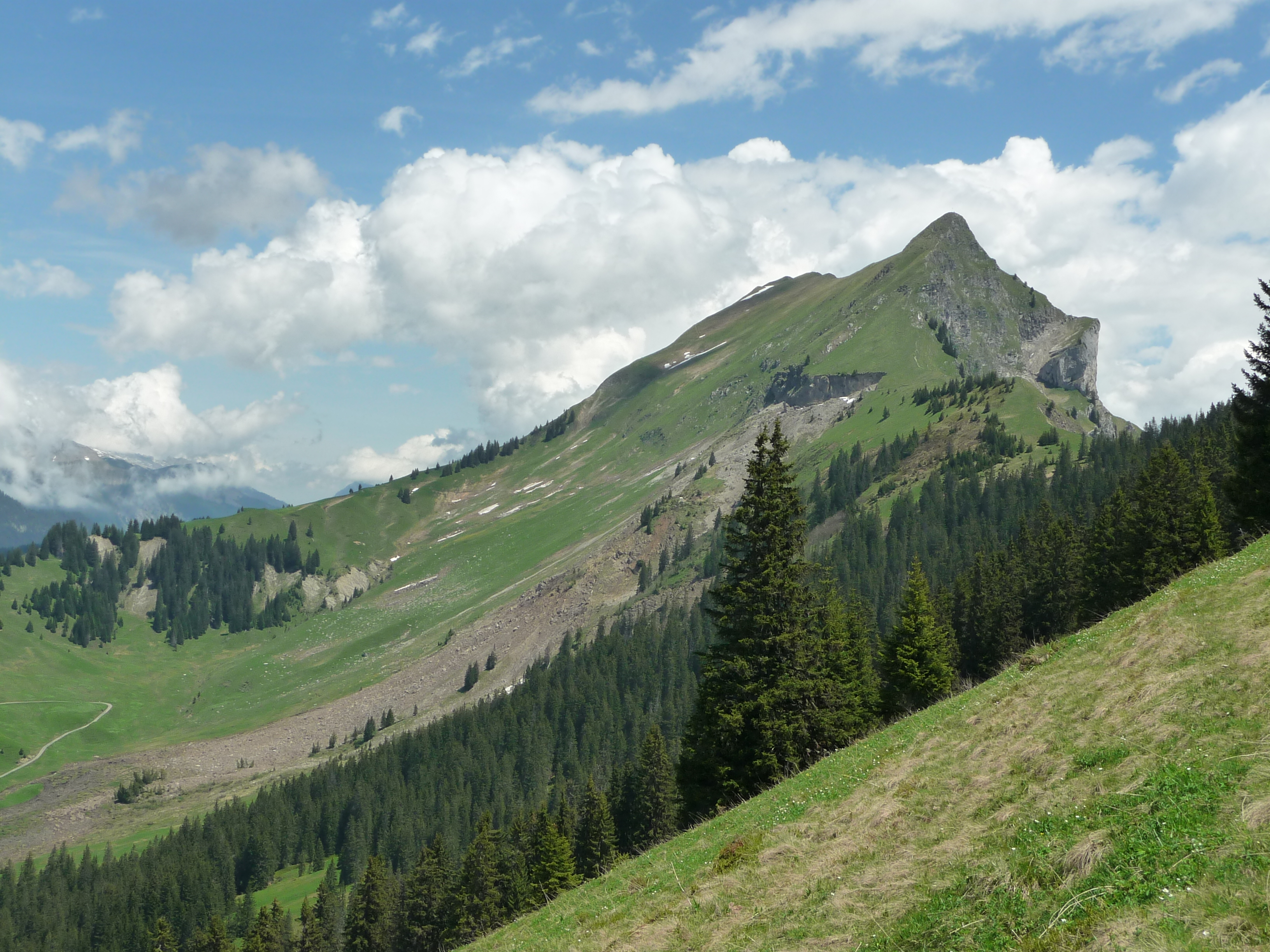
Augstmatthorn mit Suggiture (rechts) vom Grat aus Richtung Südwest gesehen; unten links der Murgang von Juni 2013
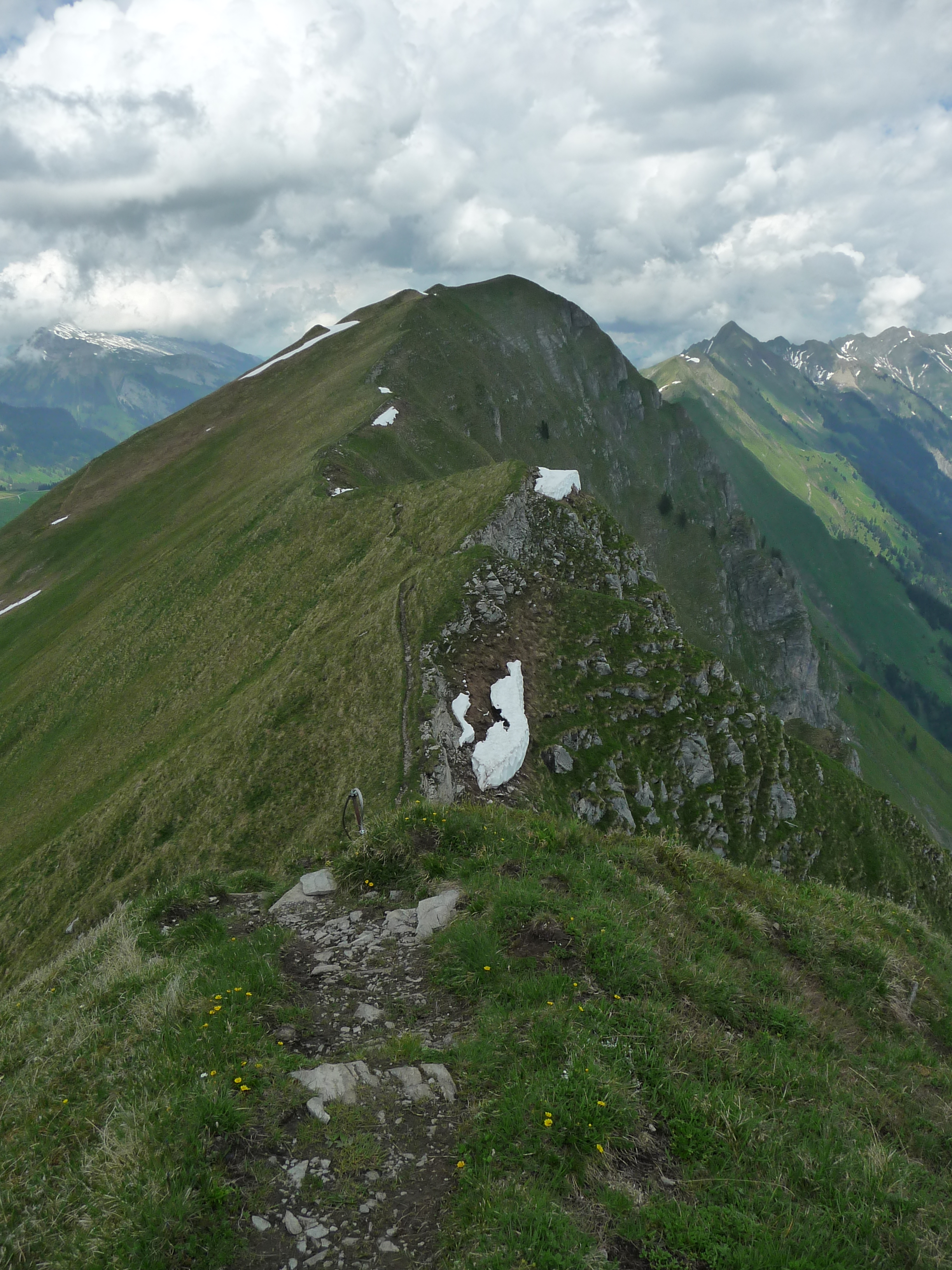
Blick vom Suggiture am Grat entlang zum Augstmatthorn-Hauptgipfel

## Verweise
1. ↑  Bruno Petroni: Riesen-Murgang wälzt sich vom Suggiture | Berner Zeitung. In: bernerzeitung.ch. 4. Juni 2013, abgerufen am 26. Februar 2024.
2. ↑  Jungfrau Zeitung: Die Geschichte des Maskottchens. 11. Januar 2012, abgerufen am 27. April 2023.